# 37号線 (ベルギー)
ベルギー国鉄37号線（ベルギーこくてつ37ごうせん、フランス語: Ligne 37、オランダ語: Spoorlijn 37、ドイツ語: Wesertalstrecke）は、ベルギー王国リエージュ州リエージュのリエージュ＝ギユマン駅から同ケルミスのヘルゲンラート駅を経てドイツ連邦共和国ノルトライン＝ヴェストファーレン州アーヘンのアーヘン中央駅に至る区間を結ぶベルギー国鉄およびドイツ鉄道の鉄道路線である。

## 概要
全長は53.8km（ベルギー領内：47.0km、ドイツ領内：6.8km）であり、1843年に開業した。2009年には当路線に並行して高速新線（HSL3）が開業し、優等列車はシェネ - ヘルゲンラート間では新線を経由するようになった。